# Paul Armont
Paul Armont, de son vrai nom Dimitri Petrococchino, est un dramaturge et scénariste français, né le 13 septembre 1874 à Rostov-sur-le-Don (Russie) et mort le 2 mars 1943 en son domicile dans le 16e arrondissement de Paris.
Il écrivit de nombreuses pièces de théâtre en collaboration avec des dramaturges tels que Marcel Gerbidon, Nicolas Nancey, Léopold Marchand et Jean Manoussi.

## Distinctions
- Chevalier de la Légion d'honneur

## Théâtre
- 1913 : Le Cavalier au masque, coécrit avec Jean Manoussi
- 1920 : La Maison du passeur, épisode de la Guerre de 1914, drame en un acte coécrit avec Louis Verneuil[2]
- 1934 : Le Coup du parapluie

en collaboration avec Nicolas Nancey
- 1905 : Le Truc du Brésilien
- 1906 : Le Trèfle à quatre
- 1909 : Théodore et Cie
- 1920 : Le Zèbre

en collaboration avec Marcel Gerbidon
- 1914 : La Tontine
- 1916 : Le Coq en pâte
- 1918 : L'École des cocottes, Théâtre du Grand-Guignol
- 1919 : Souris d'hôtel, comédie en quatre actes, créée au Théâtre Femina à Paris le 13 octobre 1919 ;
- 1923 : Dicky, coécrite avec Paul Armont et Jean Manoussi
- 1924 : Un chien qui rapporte
- 1925 : Alain, sa mère et sa maîtresse
- 1926 : Une petite sans importance, comédie en trois actes, théâtre des Capucines (3 avril)
- 1927 : Le Club des loufoques
- 1927 : L'Enlèvement, Théâtre de la Michodière, 6 septembre
- 1929 : L'Enlèvement
- 1929 : L'Amoureuse Aventure
- 1930 : Coiffeur pour dames
- 1930 : Fleurs de luxe, comédie en 3 actes au Théâtre Daunou (27 février)
- 1933 : Un soir de réveillon (opérette), lyrics de Jean Boyer, musique de Raoul Moretti

en collaboration avec Jacques Bousquet
- 1921 : Comédienne
- 1925 : Le Danseur de Madame

en collaboration avec Léopold Marchand
- 1924 :  Le Tailleur au château
- 1931 : Ces messieurs de la Santé, créée au Théâtre de Paris le 25 juillet 1931
- 1938 : Le Valet maître, Théâtre de la Michodière

## Adaptations cinématographiques
- 1920 : The Glad Eye de Kenelm Foss et James Reardon d'après Le Zèbre (1920)
- 1925 : Der Tänzer meiner Frau, film allemand de Alexander Korda d'après Le Danseur de Madame (1925)
- 1927 : The Glad Eye de Maurice Elvey d'après Le Zèbre (1920)
- 1929 : Souris d'hôtel, film muet français réalisé par Adelqui Millar ;
- 1932 : Un chien qui rapporte de Jean Choux
- 1932 : Coiffeur pour dames[3] de René Guissart
- 1932 : Le Truc du Brésilien de Alberto Cavalcanti
- 1932 : L'Amoureuse Aventure / Madame hat Ausgang de Wilhelm Thiele, versions française et en allemand tournées simultanément
- 1932 : Aimez-moi ce soir de Rouben Mamoulian d'après  Le Tailleur au château
- 1933 : Le Mari garçon de Alberto Cavalcanti
- 1933 : Théodore et Cie de Pierre Colombier
- 1933 : Un soir de réveillon de Karl Anton
- 1933 : Ces messieurs de la Santé de Pierre Colombier
- 1934 : Le Coup du parapluie de Victor de Fast
- 1935 : L'École des cocottes de Pierre Colombier
- 1936 : Die Entführung de Géza von Bolváry, d'après L'Enlèvement (1929)
- 1936 : Der geheimnisvolle Mister X de Johann Alexander Hübler-Kahla, d'après Dicky (1923)
- 1938 : Monsieur Breloque a disparu de Robert Péguy d'après Dicky (1923)
- 1939 : Un mare di guai de Carlo Ludovico Bragaglia d'après Théodore et Cie (1933)
- 1939 : Trappola d'amore  de Raffaello Matarazzo, d'après Dicky (1923)
- 1941 : Le Valet maître de Paul Mesnier
- 1950 : Plus de vacances pour le Bon Dieu de Robert Vernay
- 1951 : Un amour de parapluie de Jean Laviron, d'après Le Coup du parapluie
- 1952 : Coiffeur pour dames de Jean Boyer
- 1955 : Le Cavalier au masque de H. Bruce Humberstone
- 1958 : L'École des cocottes de Jacqueline Audry